# Kranzlmarkt und Rathausplatz

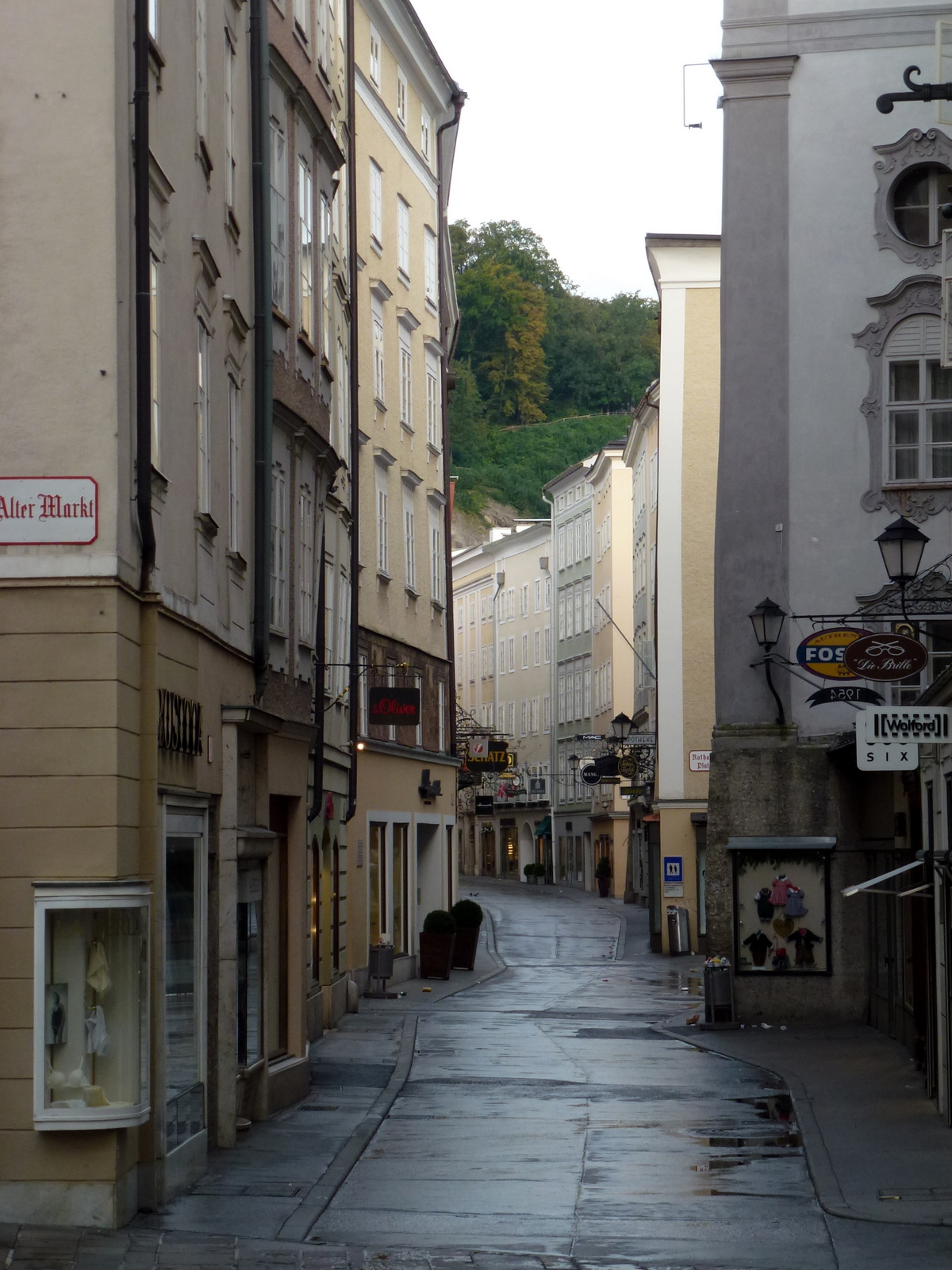
Der Kranzlmarkt vom Alten Markt aus

Der Kranzlmarkt in der Salzburger Altstadt ist ein kurzes Straßenstück zwischen der Getreidegasse und dem Alten Markt, der kleine Rathausplatz zweigt als etwas breitere Straßenverbindung von dieser früheren Hauptverkehrsachse Kranzlmarkt–Getreidegasse ab und verbindet diese mit der einstigen Hauptbrücke (heute Staatsbrücke).
Der Kranzlmarkt diente in der Geschichte vor allem als Eier- und Hühnermarkt, wobei sich der Name der Gasse oft änderte: er hieß Eiermarkt (1452–1585), Preinmarkt (Prein = Hirse), Hühnermarkt (1700–1790) und zuletzt Vogelmarkt oder Kranzlmarkt.

## Alte Häuser am Kranzlmarkt und Rathausplatz

### Klampfererhaus, Spitalhaus
(Klampferergasse 3) Nach 1408 heißt das Haus „spittlhaws an der alten Prucken“. Gleich nebenan führte zwischen 1316 und 1598 hier die Hauptbrücke über die Salzach. Das Haus besaß seinen Namen, weil es zum Bürgerspitalbesitz gehörte. Es wurde bis 1639 dabei an Mietparteien vergeben. Um 1800 hieß es Klampfererhaus, offensichtlich deshalb, weil hier Klampferer (Spengler) wohnten. 

### Kranzlmarkt 2
Dieses „Egkhaus an der Wexlpank, das des Samer gewesen“, war lange Zeit ein Haus der Familie Samer. Damals bestand dort bereits eine Wechselbank im Eigentum der reichen venezianischen Kaufleute. Ulrich der Wexler, welcher urkundlich 1382 starb, war vermutlich der Vater des Ulrich Samer, der um 1400 in diesem Haus wohnte. An die Samer erinnern u. a. die ehemalige Samerkapelle am Domfriedhof. Von 1501 bis 1900 waren hier nur Kaufleute Eigentümer des Hauses. 

### Kranzlmarkt 3
Das Smidtnerhaus, in dem baulich ein alter gotischer Wohnturm verborgen ist, wird 1452 erstmals urkundlich erwähnt und 1585 „in foro ovorum“ (am Eiermarkt) genannt. Es liegt an einem ehemaligen Durchgang zur Salzach. Die gotischen Fenstergewände des Hauses wurden 1939 freigelegt.

### Kranzlmarkt 4, Hasenhaus
Vor 1408 wohnte hier die bekannte alte Salzburger Familie der Kollerer (Cholrär). Ab 1472 bis etwa 1900 waren ununterbrochen Kaufleute Eigentümer des Hauses. Zuerst besaß dieses Haus noch Zinnen, die kurz nach 1565 vermauert und zu einem zweigeschoßigen Dachspeicher umgebaut wurden. Der bekannte Gönner Mozarts, Johann Lorenz Hagenauer, erwarb 1789 dieses Haus für seinen Sohn Leopold Hagenauer aus der Konkursmasse der Familie des Spezereihändlers Bauernfeind und ließ dieses Haus – vermutlich von Johann Georg Laschensky – umbauen. Bekannt ist dieses Haus, weil es in einer „verkehrten Welt“ vor dem Umbau 1783 über die gesamte straßenseitige Fassade fast vollflächig Bilder zeigte, in denen die Rollen von Tier und Mensch vertauscht wurden: Hasen jagen und braten Fleisch von Menschen, Hunden und Füchsen. Dazu war folgende Inschrift angebracht „Die uns fiengen, schundten und assen, Die zahlen wir itzt mit solcher massen. Uns Hasen hat es ganz gerathen, daß wir itzt Hund und Jäger brathen“. Bilder dieser früheren Fassade sind durch eine Stiftung an das Salzburg Museum Carolino Augusteum erhalten.

### Kranzlmarkt 5
Das „Haus am Eiermarkt“ wird zuerst unter dem damaligen Hauseigentümer Bürgermeister Augustin Klaner († 1494) erwähnt, dem Stifter des „Clanerfensters“ in der Stiftskirche Nonnberg. 

### Salzburger Rathaus, Rathausplatz 1
(= Kranzlmarkt 1)
Die Familie Keutzl wohnte in diesem Haus mit dem Geschlechterturm bis 1407. Dann kaufte die Stadtgemeinde das Haus und machte es zum neuen Stadtgerichtshaus bzw. Amtshaus oder Rathaus (siehe auch hier). Hier tönte im früherer Zeit vom Turm auch der Nachtwächterruf, dessen Wortlauf erhalten ist: 
"Merkt auf ihr Herrn und lasst euch sagen; der Hammer hat neun (etc)  Uhr geschlagn. Gebt acht auf Feuer und aufs Liecht, damit Niemand kein Schaden geschicht. So loben wir Gott den Herren und unsa liebe Frau, die unbefleckte Jungfrau. Neun (etc) Uhr!  (nach Friedrich Graf Spaur, 1800)

### Rathausplatz 2 (Landschadenhaus, Hauptmaut)
Zuvor im Eigentum von adeligen Kärntner Dienstmannen (Landschad) wurde das Haus 1556 vom Fürsterzbischof Michael von Kuenburg angekauft und als Mauthaus verwendet. Aber schon um 1485 war hier die Mautstätte oder Mautkanzlei, wo der Wege- und Warenzoll eingehoben wurde. Das Haus blieb stets im Eigentum des Erzbistums und wurde daher nach 1816 ärarisches Eigentum der Monarchie, bis es 1859 endlich einen privaten Käufer fand. Im ersten Stock zeigt das Haus ein Sgraffito von Karl Reisenbichler und die folgende Spruchband „Die Wolle, die man hier gewinnt / und an dem Rad zu Garne spinnt, / die wird allhier zu Tuch gemacht / und ferner nach der Walch gebracht. / Es folget Farb und Scher darauf, / womit es fertig zum Verkauf. / Der Frächter führt es über Land, / der Kaufherr prüfts mit kundger Hand. / Zur Auswahl liegt das Tuch bereit, / und jeder wählet hier sein Kleid“.

### Rathausplatz 4
Das Haus umrahmt mit seinem salzachseitigen Flügel den kleinen Platz. Der Rathausbogen, Mitte des 16. Jahrhunderts errichtet, führt hier zur Staatsbrücke (früher Hauptbrücke) weiter. Dieser Torbogen wurde in der Geschichte oftmals umgebaut und zeigt sich heute in sehr schlichter Gestalt. Schon vor der Errichtung der Hauptbrücke an diesem Ort im Jahr 1599 bestand hier ein Tor, welches als Tränktor (zum Tränken des Zug- und Nutzviehbestandes der Stadt) zur Salzach, genannt Keuzltor, genutzt war und das von einem Torwächter bewacht wurde.